# Frederiksort
Frederiksort, Frederikssted (dansk) eller Friedrichsort (tysk) er en bydel i Kiel beliggende ved indløbet til Kiel Fjord i den sydøstlige del af halvøen Jernved.
I 1590 blev en lille landtunge på fjordens slesvigske bred første gang nævnt som Prisort. Stednavnets første led refererer til landsbyen Pris, den sidste led -ort betegner en mindre fremspring på en kyst og kendes også fra andre danske og tyske stednavne. For at beskytte den smalle indløb i fjorden byggede Christian 4. 1632 her en lille fæstning, som han efter sig kaldte Christianspris. Efter afståelsen af Skånelandene 1658 og Københavnerfreden 1660 fornyede Frederik 3. 1663 fæstningen og kaldte dem efter sig selv Frederiksort. I 1864 rådede fæstningsbyen allerede over 71 indbyggere, blandt dem også fæstningens besætning og deres familier. Efter den 2. Slesvigske krig 1864 kom fæstningsbyen i preussisk eje. Preusserne byggede på stedet en stor marinestation og rev mange af de hidtil danske fæstningsbygninger ned. Byen begyndte at vokse og i 1922 blev Frederiksort og den nærliggende landsby Pris endelig indlemmet i den ellers holstenske by Kiel. Efterhånden voksede Pris og Frederiksort helt sammen til en sammenhængende bydel.
Frederiksort er i dag en forstad til storbyen Kiel med erhverv, skoler, butikker og en en lille gågade. Pris/Frederiksort grænser i syd til Holtenå, i vest til Altenholz, i nordvest til Dänischenhagen og i nord til Schilksee. Nord for den forhenværende fæstning strækker sig et populær strandafsnit hen mod Schilksee, som fik navnet Falckenstein efter Eduard Vogel von Falckenstein.

## Billeder
- Bethlehemskirke
- Fæstningens gamle østgrav ved Bastionen Kronprinsesse
- Gågade
- Falckenstein strand med fyrtårnet fra 1969